# George M. Robeson

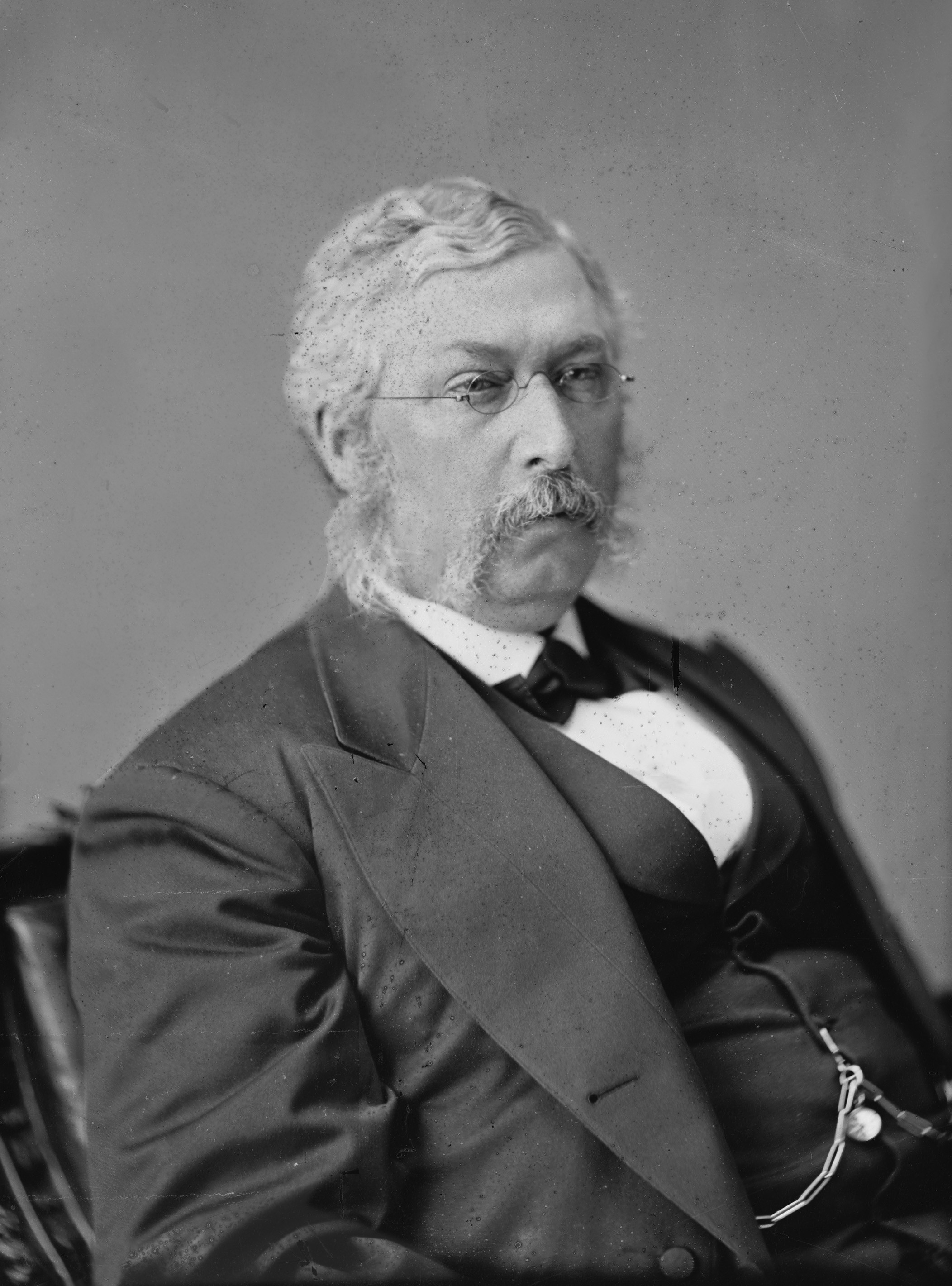
George M. Robeson

George Maxwell Robeson (* 16. März 1829 in Oxford, Warren County, New Jersey; † 27. September 1897 in Trenton, New Jersey) war ein US-amerikanischer Politiker (Republikanische Partei). Er bekleidete unter Präsident Ulysses S. Grant das Amt des US-Marineministers.
Robeson studierte die Rechtswissenschaften und wurde zunächst Staatsanwalt im Camden County. Während des Bürgerkriegs wurde er vom Gouverneur von New Jersey zum Brigadegeneral in der US Army berufen. In dieser Funktion leitete er ein Trainingscamp für Soldaten in Woodbury. Nach dem Krieg war er von 1867 bis 1869 Attorney General von New Jersey.
Präsident Grant holte Robeson als Nachfolger von Adolph E. Borie, der schon nach wenigen Monaten Amtszeit als Secretary of the Navy zurückgetreten war, in sein Kabinett. Mit dem Ende von Grants Präsidentschaft am 4. März 1877 schied auch Robeson aus der Regierung aus.
1876 war er der republikanische Kandidat für die Wahl zum US-Senat, doch er scheiterte am Demokraten John R. McPherson. Für kurze Zeit arbeitete er danach wieder als Anwalt in New Jersey. 1878 wurde Robeson für den ersten Wahldistrikt von New Jersey ins US-Repräsentantenhaus gewählt, dem er vom 4. März 1879 bis zum 3. März 1883 angehörte. In der Folge kehrte er wieder in seine Kanzlei nach New Jersey zurück, ehe er 1897 starb.
Nach ihm ist der Robeson-Kanal im Arktischen Ozean benannt.